# Gunslingers de San Antonio
Les Gunslingers de San Antonio (en anglais : San Antonio Gunslingers) étaient une franchise professionnelle de football américain basée à San Antonio qui évolua en United States Football League entre 1984 et 1985. Les Gunslingers disputaient leurs matchs à domicile au Alamo Stadium.
Le quarterback Rick Neuheisel fut le plus fameux joueur de cette franchise.

## Saison par saison
| Saison | Vic. | Déf. | Nuls | classement              | en play-offs |
| ------ | ---- | ---- | ---- | ----------------------- | ------------ |
| 1984   | 7    | 11   | 0    | USFL 3e Ouest - Central | --           |
| 1985   | 5    | 13   | 0    | USFL 6e Ouest           | --           |